# Ledňák (holub)
Ledňák je plemeno holuba domácího, originální barvou opeření. Z evropských plemen holubů se ledové zbarvení vyskytuje jen u damascéna a českého voláče sivého, u ledňáka byla však prošlechtěna k dokonalosti a je zvýrazněná bohatým výskytem pudru v peří.
Ledňáci jsou vždy hladkohlaví, bez chocholky, a mohou být rousní nebo bezrousí, přičemž bezrousí jsou častější. Jsou to drobní holubi tvarem podobní holubovi skalnímu. Oči kapratých a pruhových ledňáků jsou žluté až oranžové, u všech ostatních barevných rázů vikvové. Obočnice mají tmavě šedou barvu. Krk je spíše kratší a přechází v dobře klenutou, širokou a hlubokou hruď. Letky křídel se nad ocasem nekříží. Běháky jsou červené, u rousných ledňáků jsou rousy i supí pera bohaté, u bezrousých jsou nohy lysé.
Zbarvení ledňáků se česky označuje jako zbarvení sivé, v mezinárodní terminologii jako barva ledová. Vzniká působením alely Ic, která zesvětluje modré zbarvení do téměř bílé. Černá kresba křídelních štítů a zbarvení letek zůstávají zachovány. Opeření ledňáka je velmi světle ledově namodralé. Pruhy nebo kaprování křídel jsou téměř černé, žádoucí je i černé zbarvení letek, s výjimkou bělohrotého rázu, který má letky bílé. Kapratí ledňáci se označují jako pstruzi, šupinatí ledňáci dostávají přídomek porcelánoví. Dalšími barevnými rázy jsou ledňáci bezpruzí, pruhoví a bělopruzí.

## Galerie

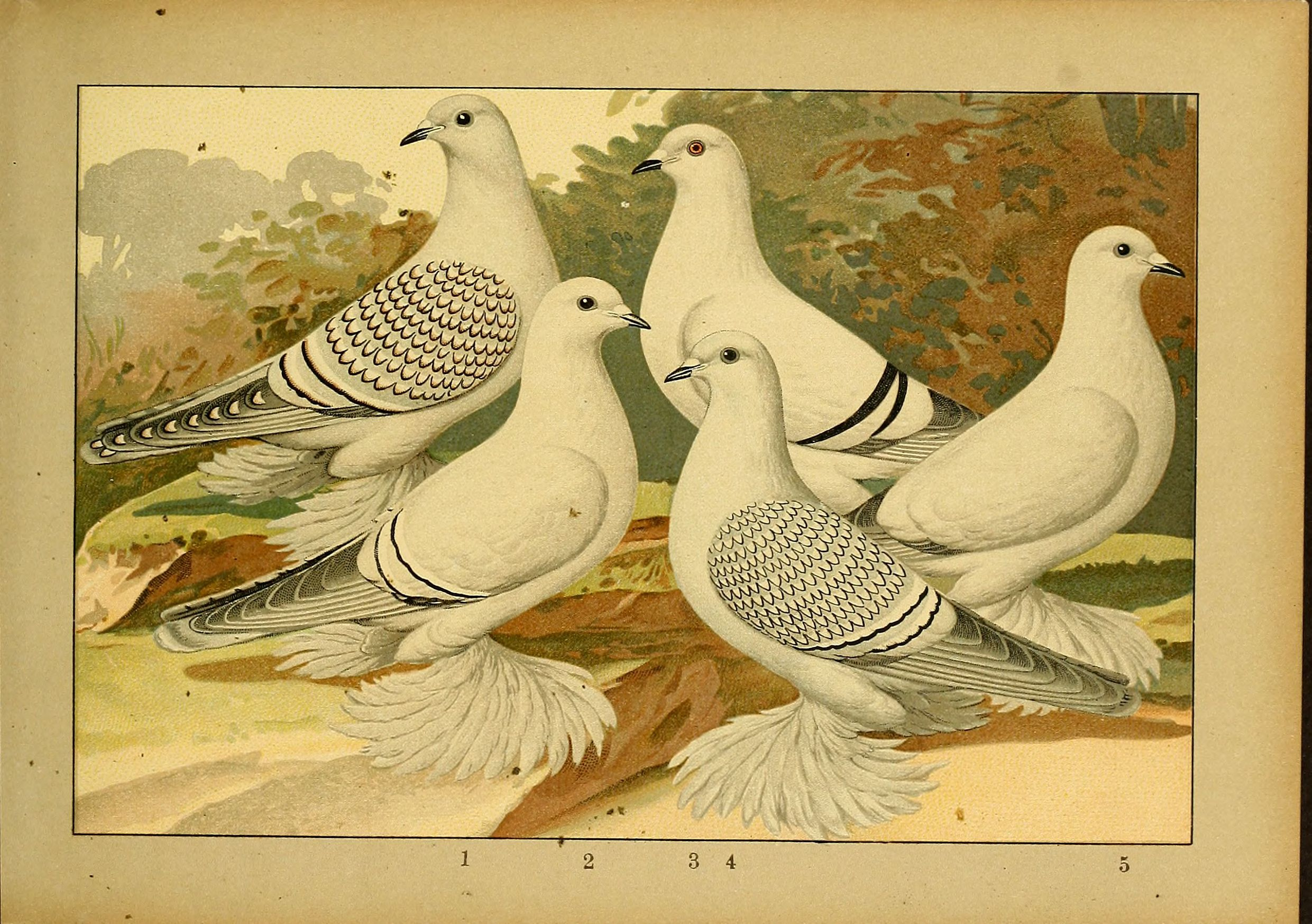
Kresebné rázy holuba ledňáka: ledňák rousný kapratý (vlevo nahoře), ledňák rousný bělopruhý (vlevo dole), ledňák rousný šupkatý (vpravo dole), ledňák rousný bezpruhý (vpravo uprostřed) a ledňák pruhový (vpravo nahoře)
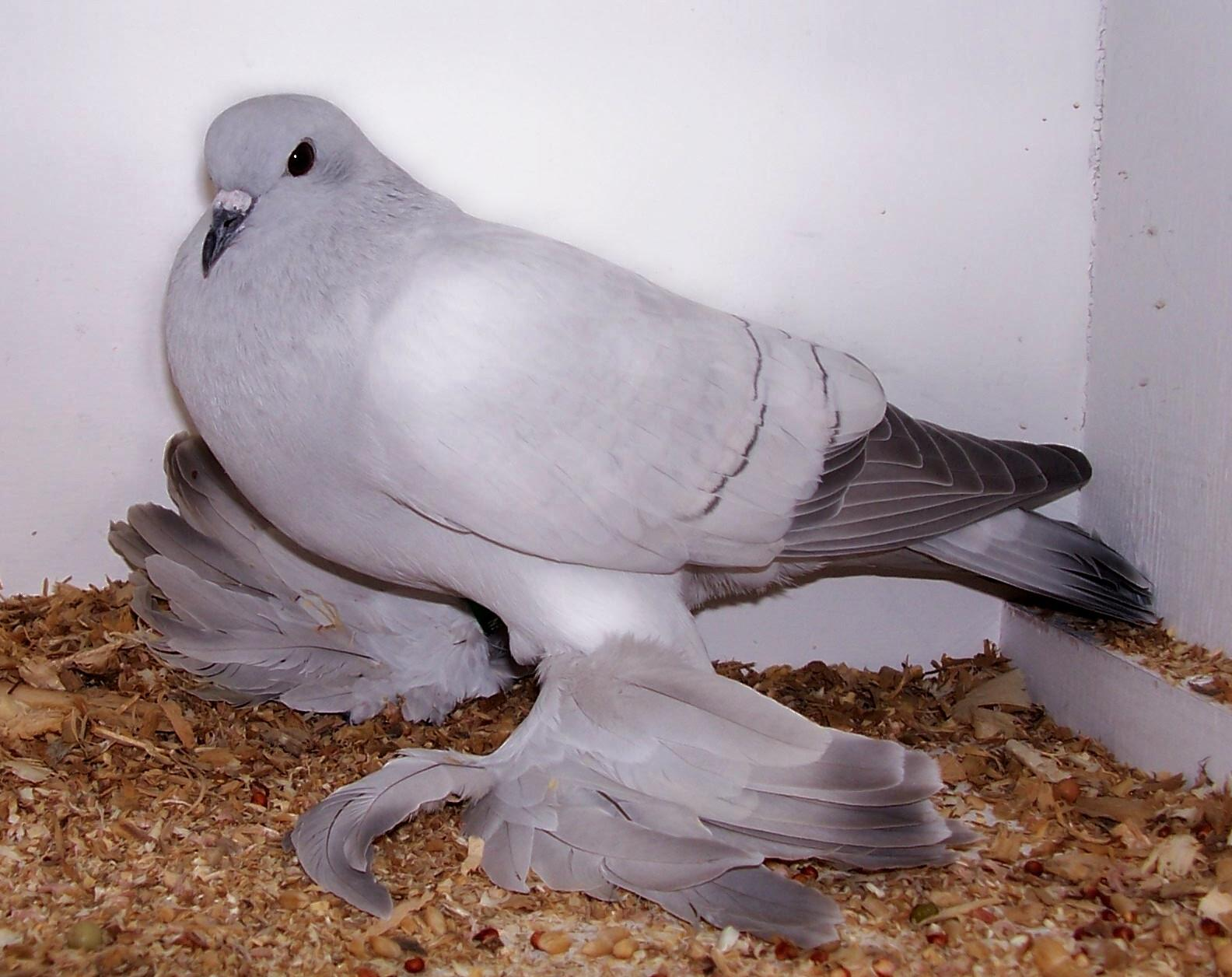
Ledňák rousný bělopruhý
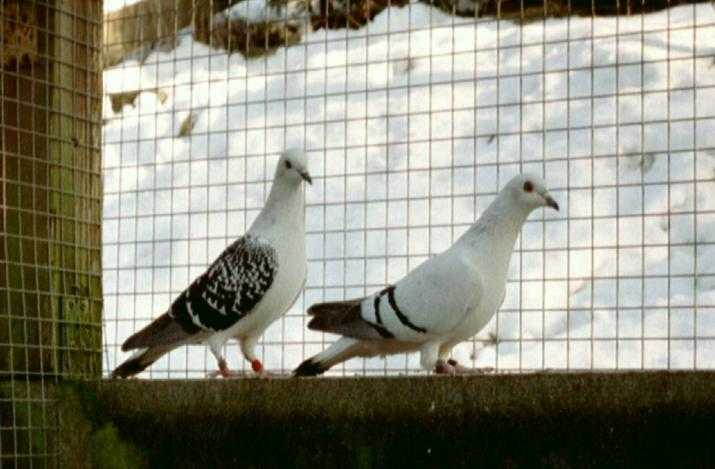
Ledňák bezrousý kapratý (vlevo) a pruhový (vpravo)